# Marleen Wissink
Marleen Wissink (Enschede, 4 juli 1969) is een Nederlandse trainster en ex-voetbalster die assistent-trainster is bij het vrouwenelftal van SC Heerenveen. Wissink is sinds januari 2011 in het bezit van het diploma Trainer-Coach I.

## Voetbalcarrière
Wissink was met 141 interlands recordhoudster, maar dat is nu Sherida Spitse. Ze maakte op 11 april 1989 haar debuut tegen Noorwegen (1-1) in het Twentse Denekamp.
Bij haar club 1. FFC Frankfurt behaalde ze vele prijzen, waaronder tweemaal de UEFA Women's Cup. In het seizoen 2006/2007 keepte ze in het tweede elftal van Frankfurt en beëindigde ze haar interlandcarrière omdat ze niet meer de kracht en energie had om op het hoogste niveau te spelen. Haar laatste interland speelde ze in Zuid-Korea in het toernooi om de Peace Queens Cup. Ze was de laatste twee jaar van haar interlandcarrière aanvoerster.

## Trainerscarrière
Wissink is direct na haar carrière als speelster verdergegaan in het voetbal. Met ingang van seizoen 2007/08 is ze assistent-trainer bij SC Heerenveen in de nieuwe eredivisie.

## Erelijst als speelster

### In clubverband
- Kampioen van Duitsland (5)
  - 1999, 2001, 2002, 2003, 2005
- DFB-Pokal (5)
  - 1999, 2000, 2001, 2002, 2003
- UEFA Women's Cup (2)
  - 2002, 2006

### Individueel
- Gouden speld voor bijzonder grote verdiensten voor het vrouwenvoetbal (uitgereikt door de KNVB)